# Криптоанализа
Криптоанализа (од грчког kryptós (скривено) и analýein (размрсити)) представља проучавање метода за сазнавање шифрованих информација, без поседовања тајних података који су обично потребни да би се приступило тим информацијама. Ово обично подразумева проналажење тајног кључа. Нетехничким изразима, криптоанализа је пракса разбијања шифара, мада овај израз има специјализовано техничко значење.
Криптоанализа се такође користи да означи сваки покушај заобилажења других типова криптографских алгоритама и протокола уопштено. Међутим, криптоанализа обично не разматра методе напада чија примарна мета нису слабости посматраног криптографског система, као што су потплаћивање, физичка сила, проваљивање, логовање тастатуре, или социјално инжењерство, мада ови типови напада јесу важна ставка, и чешће доводе до резултата него традиционална криптоанализа.
Иако је циљ одувек исти, методе и технике криптоанализе су се током историје криптографије драстично промениле, прилагођавајући се повећаној комплексности криптографије, почев од метода који су подразумевали папир и оловку, преко машина као што је Енигма током Другог светског рата, до рачунарски базираних напада данашњице. Средином седамдесетих година двадесетог века је уведена нова класа криптографије: асиметрична криптографија. Методи за разбијање ових криптосистема су обично радикално другачији него раније, и обично подразумевају решавање пажљиво конструисаних проблема из чисте математике, међу којима је је најпознатији факторизација целих бројева.